# Акжарский сельский округ (Акмолинская область)
Акжарский сельский округ (каз. Ақжар ауылдық округі, до 2023 года — Приреченский сельский округ) — административная единица в составе Целиноградского района Акмолинской области Республики Казахстан.
Административный центр — село Акжар.

## География
Административно-территориальное образование расположено в северо-восточной части района, граничит:
- на севере с Шортандинским районом,
- на востоке с Ерейментауским районом,
- на юге с Аршалынским районом,
- на западе с Софиевским сельским округом.

Сельский округ расположен на казахском мелкосопочнике. Рельеф местности в основном представляет собой сплошную равнину с незначительными перепадами высот; средняя высота округа — около 310 метров над уровнем моря.
Гидрографическая сеть округа представлена рекой Селеты.
Климат холодно-умеренный, с хорошей влажностью. Среднегодовая температура воздуха положительная и составляет около +4,0°С. Среднемесячная температура воздуха в июле достигает +20,2°С. Среднемесячная температура января составляет около −14,7°С. Среднегодовое количество осадков составляет около 400 мм. Основная часть осадков выпадает в период с июня по август.
Через территорию сельского округа с запада на восток проходит около 20 километров автодороги республиканского значения — Р-4 «Астана — Ерейментау — Шидерты».

## История
В 1989 году существовал как — Приречный сельсовет (сёла Приречное, Антоновка).
В периоде 1991—1998 годов Приречный сельсовет был переименован и преобразован в Приреченский сельский округ.
В 2018 году село Антоновка было переименовано в село Опан.
В 2023 году переименованы село Приречное и Приреченский сельский округ соответственно в село Акжар и Акжарский сельский округ

## Население
| Численность населения | Численность населения | Численность населения |
| 1989                  | 1999                  | 2009                  |
| --------------------- | --------------------- | --------------------- |
| 1517                  | ↘1358                 | ↗1436                 |

## Состав
| № | Населённый пункт | Тип населённого пункта       | Население, 1989 | Население, 1999 | Население, 2009 |
| - | ---------------- | ---------------------------- | --------------- | --------------- | --------------- |
| 1 | Опан             | село                         | 374             | 302             | 234             |
| 2 | Акжар            | село, административный центр | 1 143           | 1 056           | 1 202           |

## Местное самоуправление
Аппарат акима Акжарского сельского округа — село Акжар, улица Алихан Бокейхан, строение 33.
- Аким сельского округа — Жандильдин Мейрхат Амиржанович.